# Martin Povejšil
Martin Povejšil (13. ledna 1961 Praha – 7. srpna 2023) byl český diplomat, v letech 1994 až 1998 velvyslanec ČR v Chile, v letech 2000 až 2004 velvyslanec ČR ve Španělsku a Andoře a v letech 2009 až 2012 velvyslanec ČR při NATO. Od září 2012 zastával pozici stálého představitele (velvyslance) ČR při EU, v letech 2018 až 2022 byl náměstkem ministra zahraničních věcí ČR pro řízení sekce bezpečnostní a multilaterální.

## Život
V letech 1976 až 1980 vystudoval Gymnázium Budějovická v Praze, následně pracoval mezi lety 1980 a 1981 jako knihovník ve Státní knihovně Praha. Vysokoškolské vzdělání si doplnil v letech 1981 až 1987 studiem moderní filologie (angličtina, španělština) na Filozofické fakultě Univerzity Palackého v Olomouci. Do roku 1989 se pak živil jako překladatel a tlumočník.
V roce 1990, krátce po pádu komunistického režimu, vstoupil do služeb tehdejší československé diplomacie. Jeho odborné zaměření se postupně rozšiřovalo z rozvojových otázek a bilaterálních vztahů k evropským a bezpečnostním záležitostem a multilaterální diplomacii. Začínal na Odboru Latinské Ameriky Federálního ministerstva zahraničních věcí ČSFR (v letech 1991 až 1992 tento odbor řídil). Zároveň byl v téže době generálním ředitelem sekce zemí Asie, Afriky a Latinské Ameriky. Na nově ustaveném Ministerstvu zahraničních věcí ČR pracoval v letech 1993 a 1994 jako vrchní ředitel sekce zemí Asie, Afriky a Latinské Ameriky. V roce 1993 navíc zastával pozici velvyslance se zvláštním posláním ve volební kampani za zvolení ČR nestálým členem Rady bezpečnosti OSN.
V letech 1994 až 1998 byl mimořádným a zplnomocněným velvyslancem ČR v Chile. Po svém návratu působil mezi roky 1998 a 2000 jako vrchní ředitel sekce evropských zemí na Ministerstvu zahraničních věcí ČR. V roce 2000 byl poradcem státního tajemníka MZV ČR pro evropské záležitosti a hlavního vyjednavače pro vstup ČR do EU. Druhou diplomatickou misi vykonal mezi lety 2000 a 2004, když zastával post mimořádného a zplnomocněného velvyslance ČR ve Španělsku a v Andoře.
Také po svém druhém návratu z mise pracoval v rámci struktur Ministerstva zahraničních věcí ČR, konkrétně byl v letech 2004 až 2005 vrchním ředitelem teritoriální sekce I (Evropa) a v letech 2005 až 2009 politickým ředitelem (vrchním ředitelem sekce bezpečnostně–multilaterální).
V srpnu 2009 se stal velvyslancem ČR při NATO. Tento post zastával tři roky, od září 2012 byl stálým představitelem (velvyslancem) ČR při EU v Bruselu. Na konci října 2018 se stal náměstkem ministra zahraničních věcí ČR pro řízení sekce bezpečnostní a multilaterální; na postu stálého představitele při EU skončil. Ve funkci náměstka ministra působil do konce roku 2022, následně se funkce přejmenovala na vrchního ředitele.
Zemřel dne 7. srpna 2023 ve věku 62 let.
Martin Povejšil byl ženatý, měl tři dcery a jednoho syna. Hovořil anglicky, španělsky, německy, rusky a francouzsky.

## Ocenění
- Medaile Za zásluhy 1. stupně in memoriam, udělil prezident Petr Pavel v roce 2023
- Cena Bezpečnostní rady státu, udělil předseda BRS premiér Fiala dne 22. června 2022[8]